# Consécration de la Russie

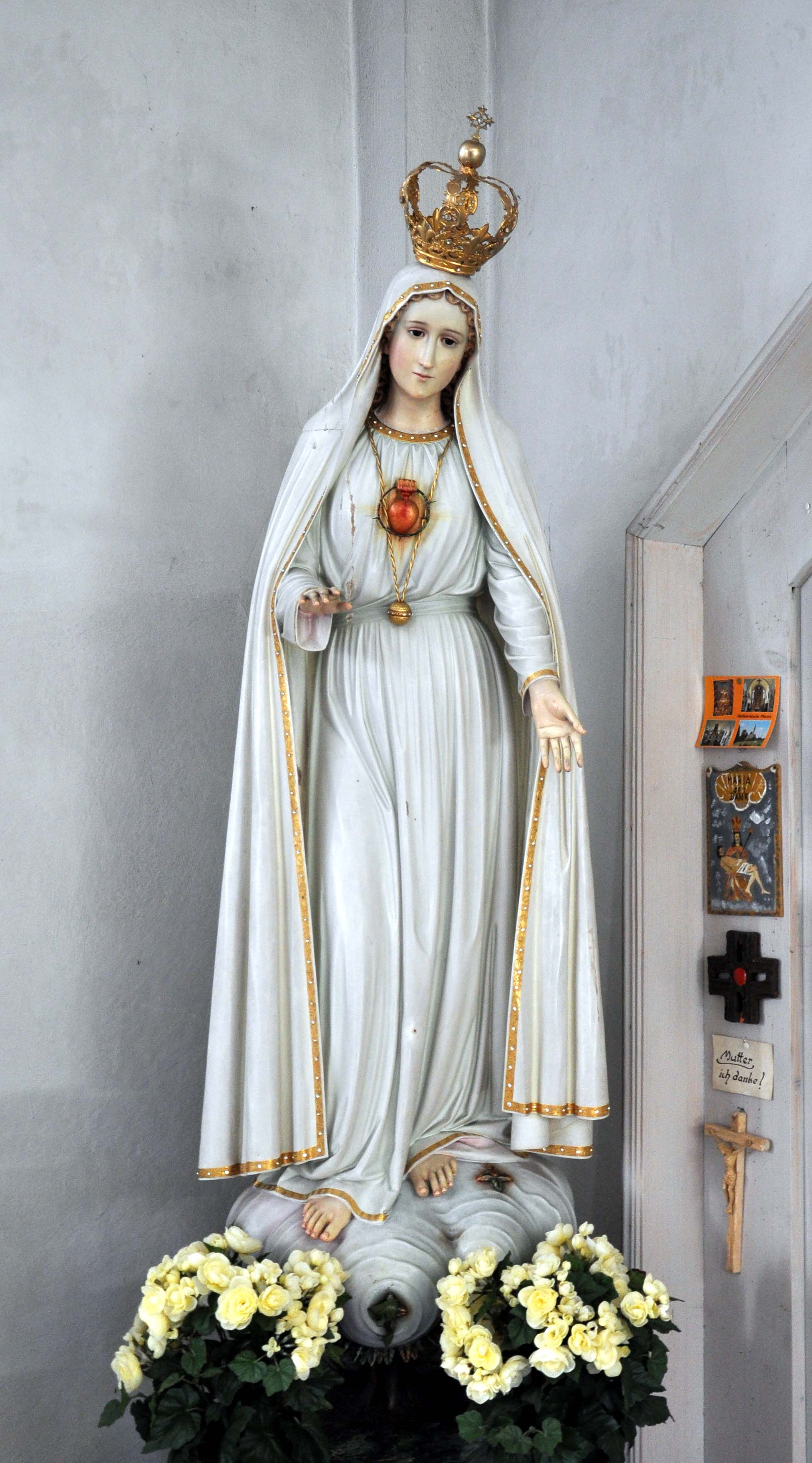
Statue représentant Notre-Dame de Fatima, avec son Cœur immaculé entouré d'épines, un collier avec une boule d'or (de lumière) et les pieds nus. Ce visuel suit la description donnée par sœur Lucie dos Santos lors des apparitions de Pontevedra et de Fátima.

La consécration de la Russie au Cœur immaculé de Marie par le pape est une demande que Lucie dos Santos rapporte comme lui ayant été formulée par la Vierge Marie.
Cette célébration particulière a été demandée par la religieuse, sœur Lucie dos Santos, une des trois voyants des apparitions mariales de Fátima en 1917. La religieuse a indiqué que cette demande émanait directement de la Vierge Marie lors de la révélation privée dont elle aurait été témoin le 13 juillet 1917 (avec ses cousins Jacinthe et Francisco Marto). Sœur Lucie a indiqué au pape que « la Vierge Marie lui a donné la promesse que cette consécration inaugurerait la conversion de la Russie et une période de paix mondiale ».
Une cérémonie de cette consécration s'est déroulée au cours d'une célébration présidée par le pape Jean-Paul II, entouré de très nombreux évêques catholiques du monde entier, le 25 mars 1984 sur la place Saint-Pierre de Rome.
En plus de cette consécration de la Russie en tant que pays, les papes Pie XII en 1942, Jean-Paul II de 1981 à 1984, Benoît XVI en 2010, ont consacré « le monde » au Cœur immaculé de Marie. Le pape Pie XII a, pour sa part, consacré « les peuples de Russie » via sa bulle pontificale Sacro vergente anno en 1952. Le pape François en 2022 a consacré le monde et en particulier la Russie et l'Ukraine au Cœur immaculé de Marie.

## Contexte

### Apparitions mariales et demandes
Cette consécration est liée aux apparitions mariales de Fátima en 1917 et à celles de Pontevdra de 1925 à 1929. Si les apparitions de Fatima sont officiellement reconnues par l'évêque du lieu en 1930,, celles de Pontevedra ne font l'objet d'aucune enquête canonique, ni de reconnaissance officielle. Sœur Lucie dos Santos, seule témoin vivant à avoir évoqué ces révélations privées particulières, a témoigné de cette demande qu'elle disait « venir de la Vierge elle-même ».

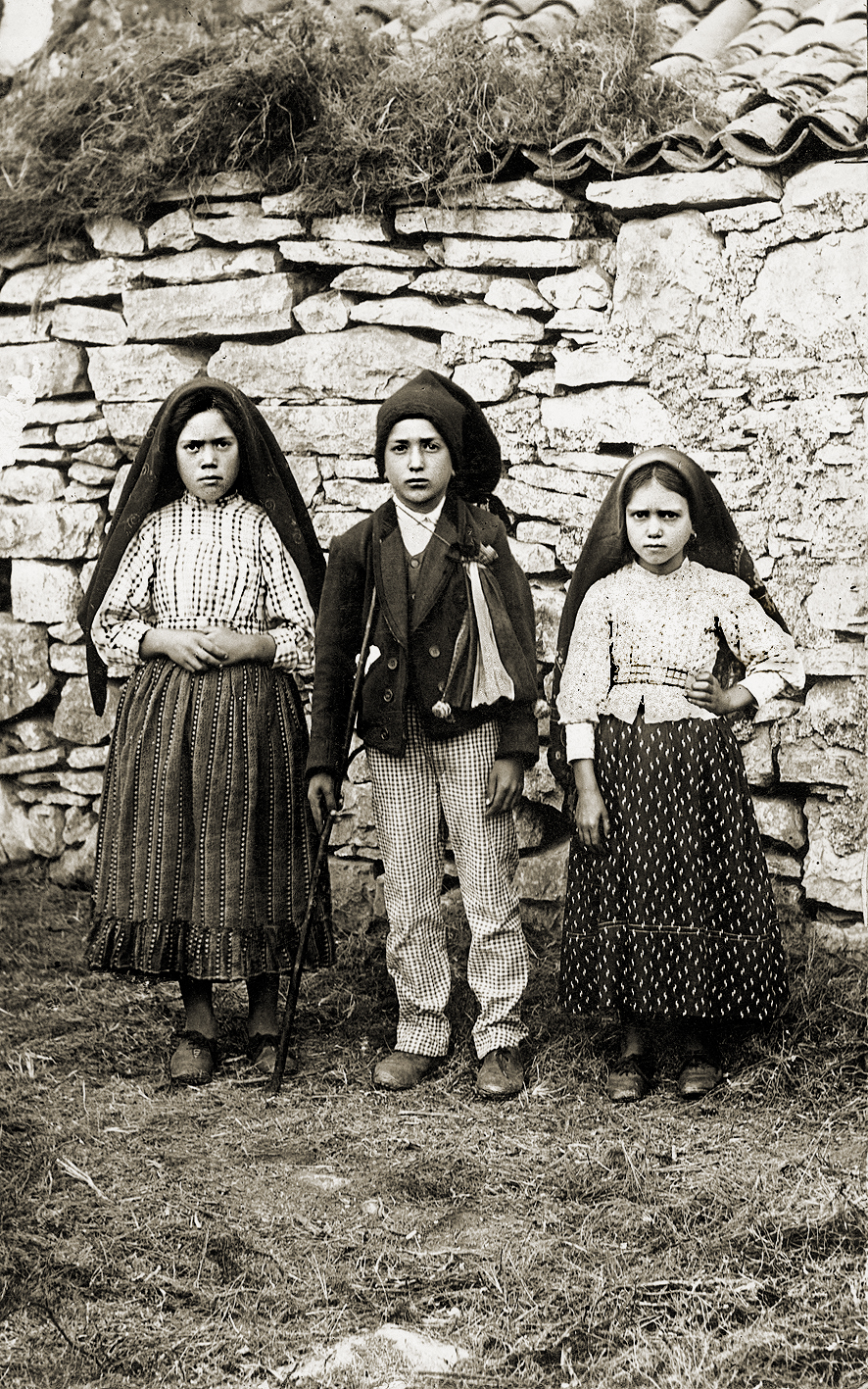
Lúcia dos Santos (à la gauche) avec ses compagnons: Jacinthe Marto et François Marto, témoins des apparitions de Fatima.

Lors de la troisième apparition, le 13 juillet 1917, la Vierge aurait demandé aux trois pastoureaux, « la consécration de la Russie à son Cœur immaculé ». Cette demande est renouvelée lors d’une apparition à Lucie, seule survivante des trois voyants, le 13 juin 1929 à Tuy. La jeune fille, après autorisation de son confesseur, écrit au Pape Pie XI pour lui transmettre cette demande. Mais le pape n'en tient pas compte,,. En 1937, l'évêque de Fatima, Mgr da Silva écrit à son tour au pape pour appuyer cette demande. En décembre 1940, Lucie écrit une lettre à Pie XII, dans laquelle elle demande au pape de « daigner étendre et de bénir cette dévotion [au Cœur immaculé de Marie] dans le monde entier » ainsi que « la consécration du monde au Cœur immaculé de Marie, avec une mention spéciale de la Russie ». Mgr da Silva appuie sa demande par un courrier qu'il joint à celui de sœur Lucie,.
Pie XII répond à cette demande, en pleine Seconde Guerre mondiale, le 31 octobre 1942, en consacrant le monde, l’Église, et l'humanité au Cœur immaculé de Marie. Cette consécration « du monde au Cœur immaculé de Marie » est renouvelée par le pape Jean-Paul II en 1981, 1982, 1983 et à nouveau le 25 mars 1984 en union avec tous les évêques du monde. Le dernier à renouveler cette consécration du monde au Cœur immaculé de Marie est le pape François le 13 octobre 2013,.

### Secrets de Fatima
Cette « demande de consécration » fait partie des « secrets de Fátima », secrets que la Vierge aurait donnés aux trois voyants, et qui auraient été communiqués par sœur Lucie,. L’existence de ces « secrets », révélés lors de l’apparition du 13 juillet 1917, est inconnue du public et des autorités religieuses jusqu'en 1930 quand Lucie commence à les aborder avec son confesseur, au couvent, sous le sceau du secret.
Les deux premières parties du « secret », sont rédigées par sœur Lucie, pour la première fois en 1937, puis à nouveau dans ses mémoires dès 1941. La troisième (et dernière) partie du « secret » est écrite « sur l'ordre de Son Excellence l'évêque de Leiria et de la Sainte Mère » le 3 janvier 1944, dans une lettre indépendante et scellée. Cette lettre scellée, est envoyée au pape, mais elle ne sera ouverte et lue une première fois qu'en 1965 par Paul VI. Elle a été publiée et diffusée en 2000 par le Vatican.
La demande de consécration, faite par la religieuse (au nom de la Sainte Vierge), est issue de ce texte rédigé dans ses mémoires (en 1941), et relatant sa vision. La voyante raconte :
« Ensuite nous levâmes les yeux vers Notre-Dame, qui nous dit avec bonté et tristesse : Vous avez vu l'enfer où vont les âmes des pauvres pécheurs. Pour les sauver, Dieu veut établir dans le monde la dévotion à mon Cœur immaculé. Si l'on fait ce que je vais vous dire, beaucoup d'âmes seront sauvées et on aura la paix. La guerre va finir. Mais si l'on ne cesse d'offenser Dieu, sous le pontificat de Pie XI en commencera une autre pire encore. Lorsque vous verrez une nuit illuminée par une lumière inconnue, sachez que c'est le grand signe que Dieu vous donne, qu'Il va punir le monde de ses crimes par le moyen de la guerre, de la faim et des persécutions contre l'Église et le Saint-Père. Pour empêcher cette guerre, je viendrai demander la consécration de la Russie à mon Cœur immaculé et la communion réparatrice des premiers samedis. Si on accepte mes demandes, la Russie se convertira et on aura la paix; sinon elle répandra ses erreurs à travers le monde, provoquant des guerres et des persécutions contre l'Église. Les bons seront martyrisés, le Saint-Père aura beaucoup à souffrir, diverses nations seront détruites. À la fin, mon Cœur immaculé triomphera. Le Saint-Père me consacrera la Russie, qui se convertira, et il sera concédé au monde un certain temps de paix »,.

## Consécration par Jean Paul II

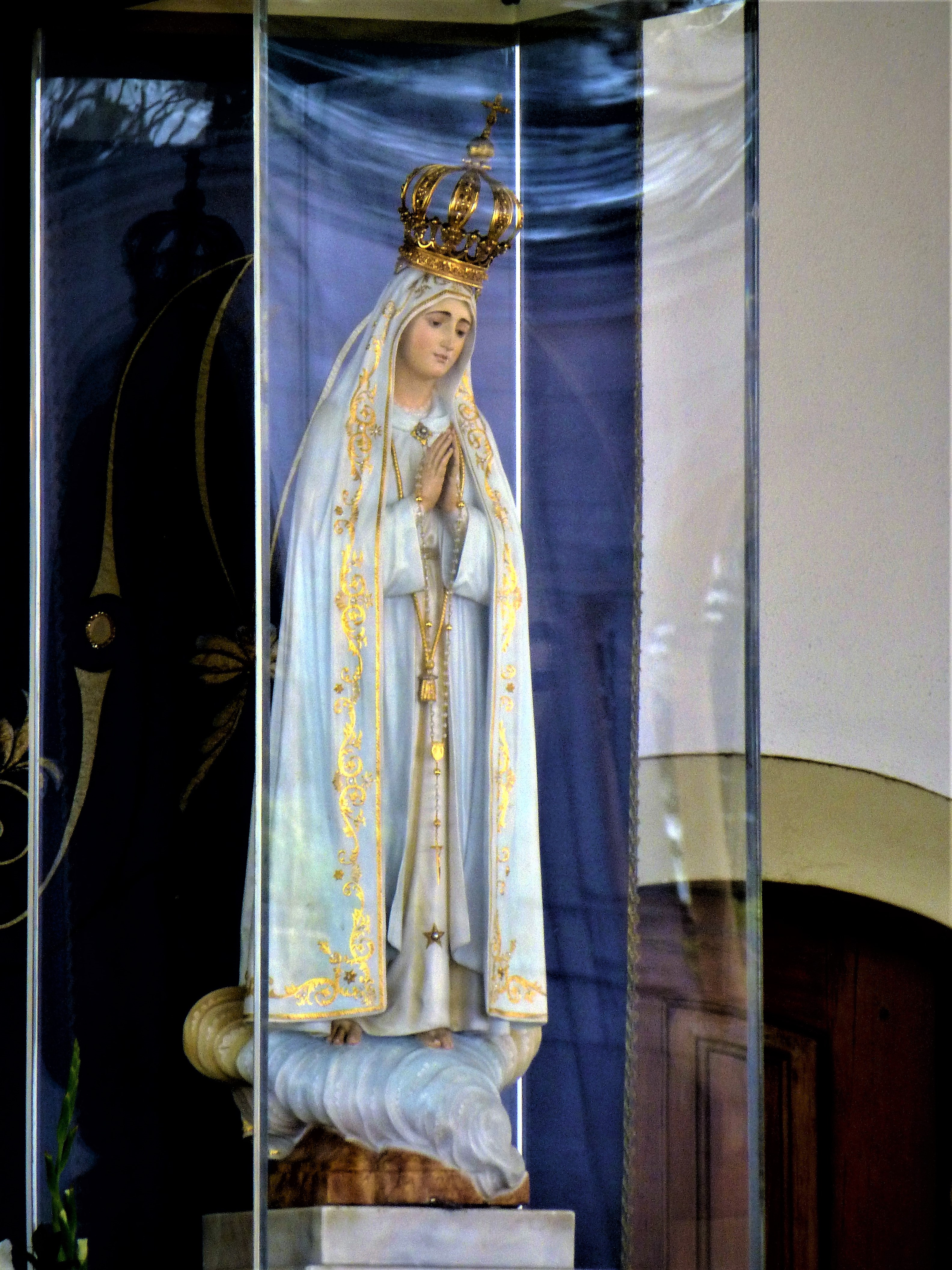
Statue de Notre-Dame de Fátima devant laquelle le pape Jean-Paul II a prononcé la consécration du monde, et de la Russie.

Le pape Jean-Paul II convoque au Vatican tous les évêques catholiques du monde pour le 25 mars 1984. En cette fête de l'Annonciation à la Vierge, et à l'occasion du Jubilé des familles, le pape Jean-Paul II consacre « le monde entier » au Cœur immaculé de Marie. Il renouvelle ainsi la consécration du monde entier, déjà réalisée par lui-même et par Pie XII dans les années précédentes,. Cette consécration se déroule devant la statue de Notre-Dame de Fátima, amenée spécialement du sanctuaire de Fatima, à la demande du pape, pour cette célébration,.
Dans le texte de cette consécration, le pape ne cite pas spécifiquement « la Russie », « car les diplomates du Vatican lui avaient demandé instamment de ne pas mentionner ce pays à cause des conflits politiques qui pourraient peut-être survenir ». Certains évoquent « des menaces proférées par l’Union soviétique à l’encontre du mouvement Solidarność en Pologne ». Mais dans son texte d'allocution il indique « Nous t'offrons et te consacrons d'une manière spéciale les hommes et les nations qui ont particulièrement besoin de cette offrande et de cette consécration ». D'après le Vatican, cette formulation (les hommes et les nations qui ont particulièrement besoin) faisant implicitement référence à « la Russie » mais sans la citer nommément,.
Le texte de cette consécration a été donné lors de l'homélie de la messe du Jubilé des familles. Concernant la consécration, il reprend une partie de la consécration faite en 1981, mais il a été modifié pour l'occasion,,, :

« Ô Mère des hommes et des peuples, toi qui connais toutes leurs souffrances et leurs espérances, toi qui ressens d'une façon maternelle toutes les luttes entre le bien et le mal, entre la lumière et les ténèbres qui secouent le monde contemporain, reçoit l'appel que, mus par l'Esprit-Saint, nous adressons directement à ton Cœur, et avec ton amour de mère et de servante du Seigneur, embrasse notre monde humain, que nous t'offrons et te consacrons, pleins d'inquiétude pour le sort terrestre et éternel des hommes et des peuples. Nous t'offrons et te consacrons d'une manière spéciale les hommes et les nations qui ont particulièrement besoin de cette offrande et de cette consécration. 

Sous l'abri de ta miséricorde, nous nous réfugions, sainte Mère de Dieu !

Ne rejette pas nos prières alors que nous sommes dans l'épreuve ! »

## Autres consécrations

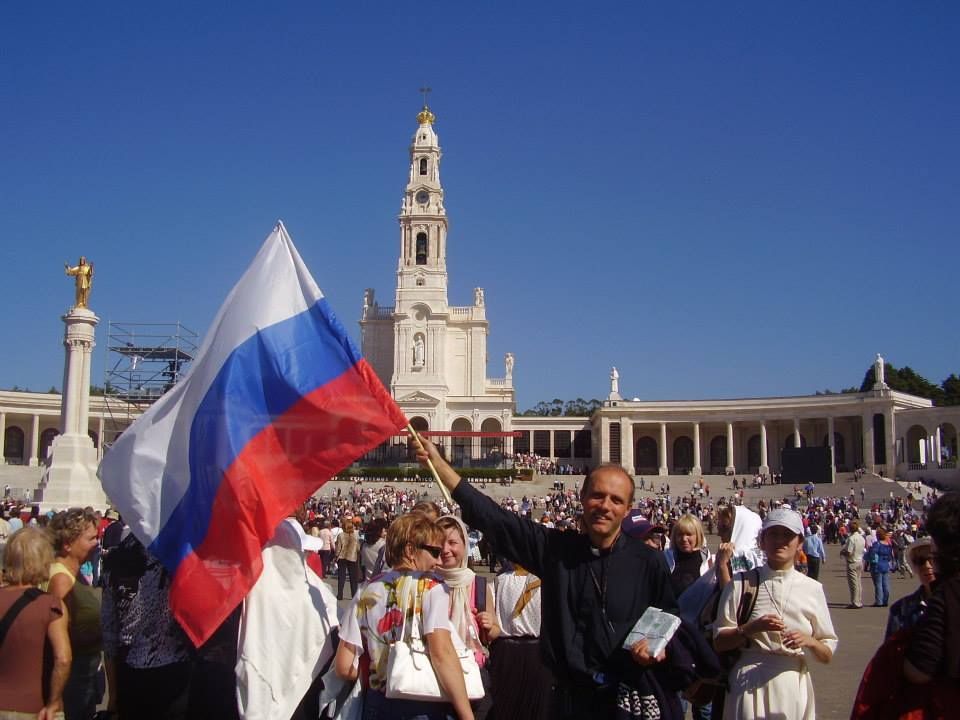
Pèlerins russes, dans le sanctuaire de Notre-Dame de Fatima (Portugal) en 2006.

### Pie XII
La première consécration du monde au Cœur immaculé de Marie a été réalisée par le pape Pie XII en 1942, en pleine Seconde Guerre mondiale, pour répondre à la demande de Lucie, la voyante de Fatima. Cette consécration « du monde au Cœur immaculé de Marie » est renouvelée par le pape Jean-Paul II en 1981, en 1983 et 1983, puis à nouveau le 25 mars 1984 en union avec tous les évêques du monde. Le dernier renouvellement de cette consécration (du monde) a été réalisé par le pape François le 13 octobre 2013,.
En 1952, le pape Pie XII consacre « les peuples de Russie » et la Russie au Cœur immaculé de Marie, dans sa bulle pontificale Sacro vergente anno. En 1954, le pape Pie XII, dans sa lettre encyclique sur la « Royauté de la Bienheureuse Vierge Marie et l'institution de la fête », écrit que la nouvelle fête de « Marie Reine » du 31 mars serait l'occasion, chaque année à cette date, de « renouveler ce jour-là la consécration du genre humain au Cœur immaculé de la Bienheureuse Vierge Marie. »
D'autres évêques ont de leur côté consacré leur pays (spécifiquement et spécialement) au Cœur de Marie. En communion avec tous les évêques du pays. Ils ont procédé à cette consécration au cours d'une cérémonie particulière. Les premiers à le faire sont les évêques du Portugal qui, le 13 mai 1931 consacrent leur pays au Cœur immaculé de Marie. Ils renouvellent cette consécration 7 ans plus tard. Le cardinal Cerejeira, patriarche de Lisbonne, déclare en 1967 que « si le Portugal a été protégé de la Seconde Guerre mondiale, c'est la conséquence de cette consécration et de la protection mariale sur le pays ».

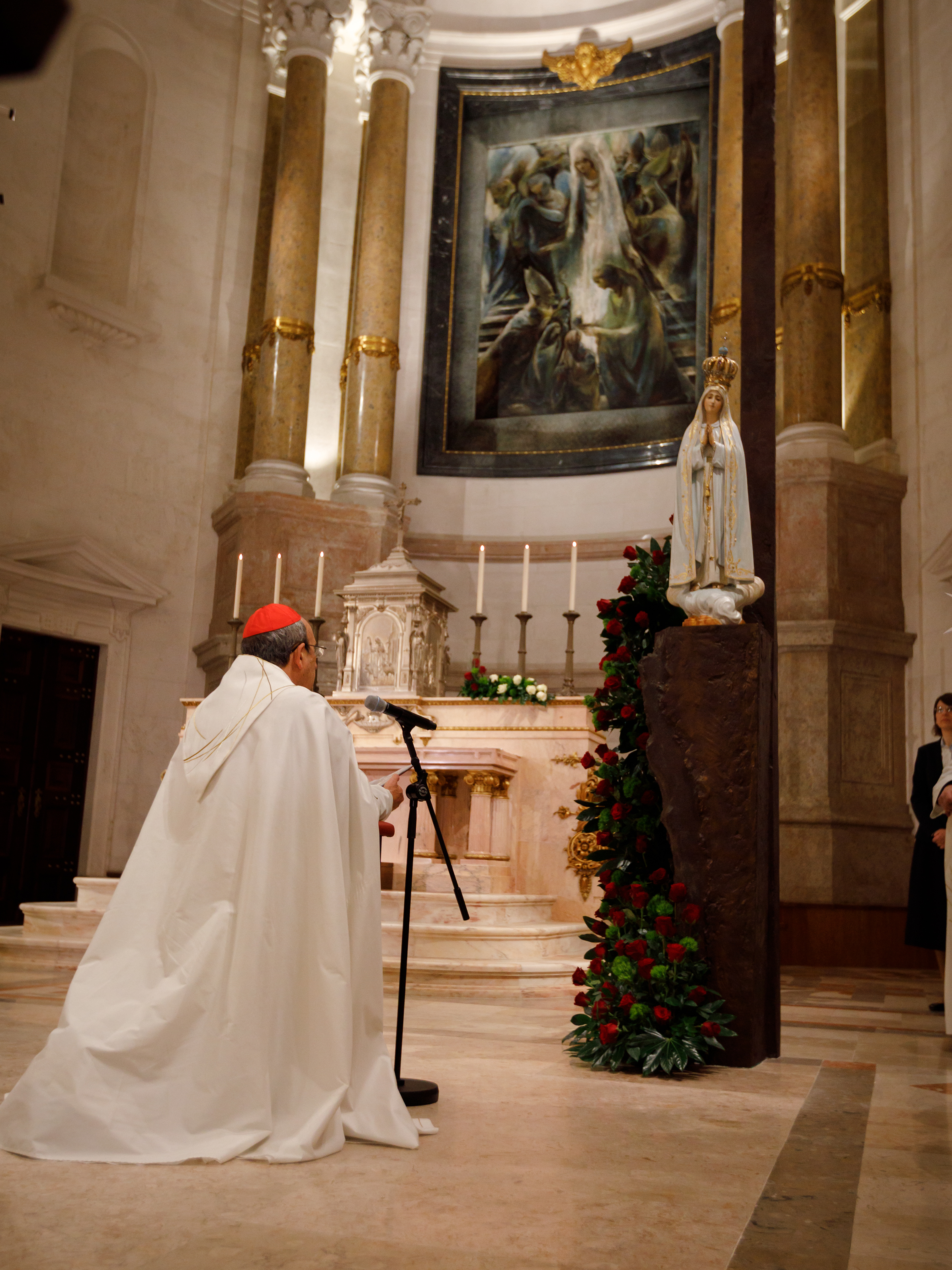
Renouvellement de la consécration de l'Espagne et du Portugal devant la statue de Notre-Dame de Fátima en 2020.

### Évêques libanais
Le Liban est consacré le dimanche 16 juin 2010, au sanctuaire Notre-Dame du Liban, lors d’une cérémonie solennelle, en présence de représentants de l’épiscopat libanais, du nonce apostolique (en) Mgr Gabriele Caccia, ainsi que de personnalités politiques libanaises. Le Moyen-Orient a également été consacré à Marie lors de cette même célébration. Le 25 mars 2017, l'épiscopat libanais renouvelle la consécration de son pays dans le sanctuaire de Fátima.

### Consécration de 2020
Le 25 mars 2020, 24 pays sont consacrés au Cœur Immaculé de Marie, lors d'une célébration dans le sanctuaire de Fatima. Pour certains c'est la première fois (comme pour la Roumanie), pour d'autres c'est le renouvellement de leur consécration (comme pour le Portugal et l'Espagne). Un 25e pays, l'Irlande, est consacré au même moment, depuis son territoire, lors d'une célébration se déroulant dans la cathédrale d’Armagh.

### Pape François
Le 25 mars 2022, un mois après le début de l'invasion de l'Ukraine par la Russie, le pape François, a consacré toute l'humanité, et en particulier l’Ukraine et la Russie, au Cœur immaculé de Marie, au Vatican, devant une statue de Notre-Dame de Fátima. Une autre célébration s'est déroulée en même temps au sanctuaire de Notre-Dame de Fatima, avec le cardinal polonais Konrad Krajewski qui était présent « en tant qu’envoyé du Saint-Père ». Le pape François avait demandé à tous les évêques du monde de s'unir à lui dans l'acte de consécration,,,.

## Suites et conséquences
Interrogée quelques années plus tard par les autorités du Vatican pour savoir si la « consécration correspondait à ce que voulait Notre-Dame », sœur Lucie, à l'origine de cette demande a déclaré dans un courrier daté du 8 novembre 1989 : (pt) « Sim, esta feita, tal como Nossa Senhora a pediu, desde o dia 25 de Marçao de 1984 » (Oui, cela a été fait, comme Notre-Dame l'avait demandé, le 25 mars 1984). À la suite de ce courrier, le cardinal Bertone, secrétaire de la Congrégation pour la Doctrine de la Foi a déclaré, en réponse à des demandes récurrentes de faire (ou refaire) la consécration de la Russie, que « toute discussion, toute nouvelle pétition est sans fondement ». Pour les autorités du Vatican, la consécration de la Russie au Cœur immaculé de Marie a été réalisée conformément à la demande de la Vierge Marie, et « acceptée par le Ciel ». Il n'est donc nul besoin de la recommencer,.

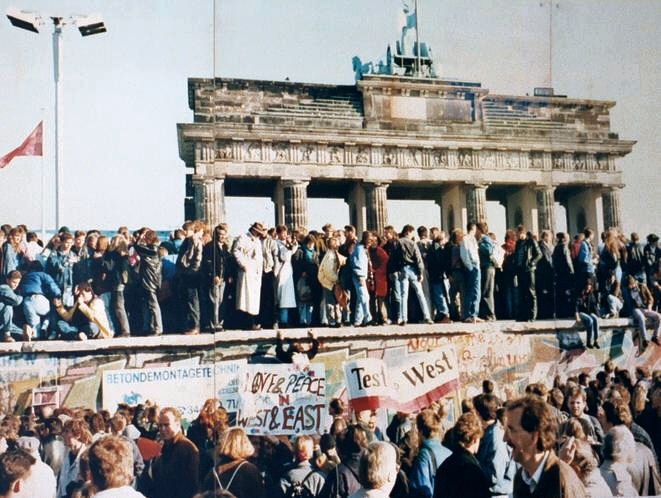
Image de la chute du mur de Berlin en 1989.

La chute du mur de Berlin en 1989 et la dislocation de l'URSS les années suivantes, sans révolution violente a été vue par certains comme une conséquence de la consécration de la Russie par le pape en 1984. Howard Kainz (en) estime pour sa part que la chute du mur de Berlin et l’effondrement de l’Union soviétique sont une conséquence de cette consécration. Il écrit que, pour lui, « la conversion promise de la Russie semble avoir commencé, avec la liberté religieuse, une prolifération massive d’églises, de monastères et de séminaires et une pratique religieuse presque comparable à celle du Portugal, pays où, comme Notre-Dame l’avait promis à sœur Lucia, "la doctrine de la foi sera toujours préservée". ».
Dans son commentaire sur les secrets de Fatima, la Congrégation pour la Doctrine de la Foi fait un lien direct entre la chute des régimes communistes en Europe et en URSS (en 1989), et la vision mystique du troisième secret de Fatima. Et dans l'allocution du 13 mai 2000 à Fatima, le pape Jean-Paul II déclare : « le Souverain Pontife remercie de tout cœur la Vierge très sainte » pour « la chute du régime communiste, qui se faisait le défenseur de l'athéisme ». Il souligne : « Bien que les situations auxquelles fait référence la troisième partie du secret de Fatima semblent désormais appartenir au passé, l'appel de la Vierge de Fatima à la conversion et à la pénitence, lancé au début du vingtième siècle, demeure encore aujourd'hui d'une actualité stimulante ». Jean-Paul II note aussi que « dans d'autres parties du monde, les attaques contre l'Église et contre les chrétiens, accompagnées du poids de la souffrance, n'ont malheureusement pas encore cessé ».

## Contestations
Malgré les multiples consécrations du monde par différents papes, certains estiment que la supposée demande de la Vierge de consacrer la Russie à son Cœur immaculé n'a pas été remplie (ou correctement remplie) par les autorités de l’Église.
La FSSPX reproche entre autres le fait que « le pape n’avait pas ordonné aux évêques de s’unir à lui », et que la Russie n’avait pas été l’objet de cet acte. Or, d'après eux, Dieu voulait « la consécration de la Russie et uniquement de la Russie, sans aucune adjonction ». Howard Kainz (en), écrit que « le père Gruner et ses collègues "fatimistes" soutiennent que la consécration doit être refaite en mentionnant nommément la Russie, et que les cinq minutes que prendront cette procédure entraîneront une conversion miraculeuse telle que le monde n’en a jamais vue. ».
En réponse à ces multiples demandes de (re)consécration, le cardinal Bertone a indiqué en l'an 2000 que sœur Lucie « a confirmé personnellement que cet acte solennel et universel de consécration correspondait à ce que voulait Notre Dame ». C'est pourquoi le Vatican estime que toute discussion, toute nouvelle pétition sur ce sujet est sans fondement.
La FSSPX accuse le Vatican d'avoir obtenu le courrier de sœur Lucie (déclarant que la consécration répondait aux attentes de la Vierge) sous pression. Ils écrivent : « à partir de 1989, le Vatican exerça une pression formidable sur sœur Lucie pour lui faire dire que l’acte de 1984 correspondait à la demande de Notre Dame ».
D'autres analystes font valoir que la promesse principale de Notre-Dame de Fatima (« la Russie se convertira ») est loin d'être réalisée : la Russie ne s'est pas convertie au catholicisme.